# Lorimor
Lorimor és una població dels Estats Units a l'estat d'Iowa. Segons el cens del 2000 tenia 427 habitants.

## Demografia
Segons el cens del 2000, Lorimor tenia 427 habitants, 176 habitatges, i 114 famílies. La densitat de població era de 412,2 habitants/km².
Dels 176 habitatges en un 31,3% hi vivien nens de menys de 18 anys, en un 51,7% hi vivien parelles casades, en un 10,8% dones solteres, i en un 34,7% no eren unitats familiars. En el 27,8% dels habitatges hi vivien persones soles el 13,1% de les quals corresponia a persones de 65 anys o més que vivien soles. El nombre mitjà de persones vivint en cada habitatge era de 2,43 i el nombre mitjà de persones que vivien en cada família era de 2,99.
Per edats la població es repartia de la següent manera: un 28,3% tenia menys de 18 anys, un 8% entre 18 i 24, un 27,4% entre 25 i 44, un 21,8% de 45 a 60 i un 14,5% 65 anys o més.
L'edat mediana era de 35 anys. Per cada 100 dones de 18 o més anys hi havia 90,1 homes.
La renda mediana per habitatge era de 28.636 $ i la renda mediana per família de 30.500 $. Els homes tenien una renda mediana de 26.071 $ mentre que les dones 20.179 $. La renda per capita de la població era de 12.713 $. Entorn del 13,2% de les famílies i el 18,9% de la població estaven per davall del llindar de pobresa.

## Poblacions més properes
El següent diagrama mostra les poblacions més properes.